# مکان‌های فرعی در بلریاند
در دوره نخست در سرزمین میانی جی. آر. آر. تالکین مکان‌هایی وجود دارد که برخی از آنها در منطقهٔ بلریاند واقع است. فرض بر این است که در جریان جنگ خشم همهٔ این مکان‌ها نابود شده‌اند مگر آنهایی که مشخصا گفته شود. در پایین شماری از آنها ارائه شده‌است:

## ب

### بلگوست
بلگوست نام یکی از دو شهر کوتوله‌ها در ارد لوین است که در شمال شهر همسایهٔ کوتوله‌ها، نوگرود قرار دارد. هر دو شهر در دوره ای شریک تجاری سیندار در بلریاند بودند. بلگوست در زبان سینداری به معنی دژ بزرگ است. کوتوله‌ها در زبان خوزدول به آن گابیلگاتُل می‌گفتند که تقریباً معنی مشابه دارد.
تنها شاه بلگوست که نامی از آن به میان آمده، آزاگال است که در دورهٔ نخست زندگی می‌کرد و روابط خوبی با شاه نولدور مائدروس داشت چون یک بار که مائدروس توسط اورک‌ها محاصره شده بود، او را نجات داده بود.

## ن

### نوگرود
یکی از دو شهر غربی تر کوتوله‌ها در سرزمین میانی است (شهر دیگر بلگوست است) این شهر در جنوب کوه دولمد در ارد لوین قرار داشت و سرزمین مادری خانواده ای از کوتوله‌ها به نام ریش آتشی‌ها بود.
نوگرود در میان سیندارهای بلریاند معمول بود و خود کوتوله‌ها به آن تومونزاهار می‌گفتند. نوگرود به معنی شجاعت توخالی است.